# Liberal Animation
Liberal Animation és el primer àlbum d'estudi de NOFX. Va ser publicat el 1988 a través de Wassail Records, que era el segell de Fat Mike abans de Fat Wreck Chords. Brett Gurewitz va produir el disc a Westbeach Recorders, i fins i tot es va oferir a publicar-lo al seu segell, Epitaph Records, que si va reeditar-lo 1991. El títol és un contrapet d'«alliberament animal» i la portada és un reflex d'això. El tema «Shut up already» inclou una breu versió de la cançó de Led Zeppelin «Black dog». És l'únic àlbum de llarga durada de NOFX que inclou Dave Casillas a la guitarra. Es van fer dos videoclips de baix pressupost per a les cançons «Shut up already i «Mr. Jones».

## Membres
- Fat Mike: veu i baix
- Eric Melvin: guitarra
- Dave Casillas: guitarra
- Erik Sandin: bateria